# Ajnoer Sjajbakov
Ajnoer Ravilevitsj Sjajbakov (Isjimbaj, 27 augustus 1992) is een Russische dammer. Hij was als jeugdspeler een van de grootste concurrenten van Roel Boomstra met onder andere de wereldtitel bij de junioren in Mińsk Mazowiecki in 2011. 
Zijn beste resultaat met regulier tempo bij de volwassenen is de 2e plaats op het Europees kampioenschap 2014 in Tallinn. Hij werd op 7 november 2020 in Antalya wereldkampioen sneldammen.

## Resultatenoverzicht
Hij nam vijf keer deel aan het Europees kampioenschap dammen met de volgende resultaten: 
| jaar | locatie     | klassering |
| ---- | ----------- | ---------- |
| 2010 | Murzasichle | 12e        |
| 2012 | Emmen       | 4e         |
| 2014 | Tallinn     | 2e         |
| 2016 | Izmir       | 19e        |
| 2018 | Moskou      | 15e        |

Hij nam twee keer deel aan het wereldkampioenschap dammen met de volgende resultaten: 
| jaar | locatie | klassering  |
| ---- | ------- | ----------- |
| 2013 | Oefa    | 3e B-finale |
| 2015 | Emmen   | 14e         |